# Fêtes de la Madeleine
Pour les articles homonymes, voir Madeleine.
Les fêtes de la Madeleine est un événement festif associant fête patronale et feria de Mont-de-Marsan, chef-lieu du département français des Landes. Alliant fête foraine, animations de rue et tauromachie, elles sont vouées à Marie Madeleine, sainte patronne de la ville.

## Présentation
Les fêtes de la Madeleine sont une période de réjouissances collectives. Elles sont organisées chaque année au mois de juillet par la Régie Municipale des Fêtes et Animations pour le compte de la Ville de Mont-de-Marsan.
Mêlant aux réjouissances populaires les spectacles de tauromachie espagnole et landaise, identité gasconne et emprunts à l'Espagne, ces jours de liesse transforment littéralement le visage de la ville, qui devient en l'espace d'une semaine le théâtre de multiples manifestations musicales, folkloriques ou sportives. Les rues sont envahies par une foule compacte d'autochtones et de visiteurs, le paroxysme de la fréquentation étant atteint les soirs de weekend.
Contrairement à d'autres ferias du sud-ouest de la France telles que les fêtes de Bayonne ou les fêtes de Dax, où dominent les tenues blanches rehaussées de rouge par emprunt aux fêtes de San Fermín à Pampelune, les fêtes de la Madeleine sont placées sous les couleurs du blason de Mont-de-Marsan, le bleu et le blanc.

### Dates
Les fêtes de la Madeleine commencent le premier mercredi après le 14 juillet et durent cinq jours. Avant 2012, elles commençaient traditionnellement la veille du samedi le plus proche du 14 juillet à condition que le 14 juillet ne soit pas un samedi, et se terminaient le jeudi soir suivant.

### Événements
En préambule, la statue de sainte Marie-Madeleine est portée en procession au départ de l'église de la Madeleine vers la chapelle des arènes du Plumaçon. Mais c'est la cérémonie de remise des clefs par le maire aux jeunes de la ville, le mercredi après-midi, sur le perron de l'hôtel de ville de Mont-de-Marsan, place du Général-Leclerc, qui marque officiellement le début des fêtes. La veille, en nocturne, les arènes du Plumaçon ont déjà vu se dérouler le premier spectacle de la Madeleine : le traditionnel concours landais.
Pendant les cinq jours de leur durée, les fêtes se passent essentiellement dans la rue, autour des bodegas  d'associations (clubs de sport, pompiers, infirmières etc.) où les festayres (ou hestayres, dans une variante locale), jeunes et moins jeunes, sont invités à se réunir autour d'un repas ou d'une consommation proposés à des tarifs modiques. L'animation musicale est assurée par l'Orchestre montois et des bandas, jouant des airs folkloriques du Sud-Ouest ou d'ailleurs. La ville reçoit en moyenne, selon les estimations, 650 000 à 750 000 personnes sur la totalité des fêtes.
Chaque année, les fêtes s'articulent autour de différents moments forts, tels que :
- la cavalcade et son corso de chars préparés par les différents quartiers et associations de la ville et de quelques communes de Mont-de-Marsan Agglomération défilant le mercredi soir et le dimanche matin, sans oublier les traditionnels échassiers landais et un lâcher de pigeons le dimanche matin.
- les nombreux bals, organisés aux quatre coins de la ville
- les spectacles et événements sportifs gratuits
- les animations pour les enfants
- la fête foraine
- les expositions culturelles
- les corridas
- le concours landais
- la corrida portugaise
- le feu d'artifice clôturant les festivités

La reine des fêtes et ses deux dauphines participent à tous les moments forts des fêtes ; depuis quelques années une journée est spécialement dédiée aux enfants : la Heste dous Pitchouns ; elle est placée sous la présidence d'une « mini reine » qui, depuis 2007, est accompagnée d'un « mini roi ».

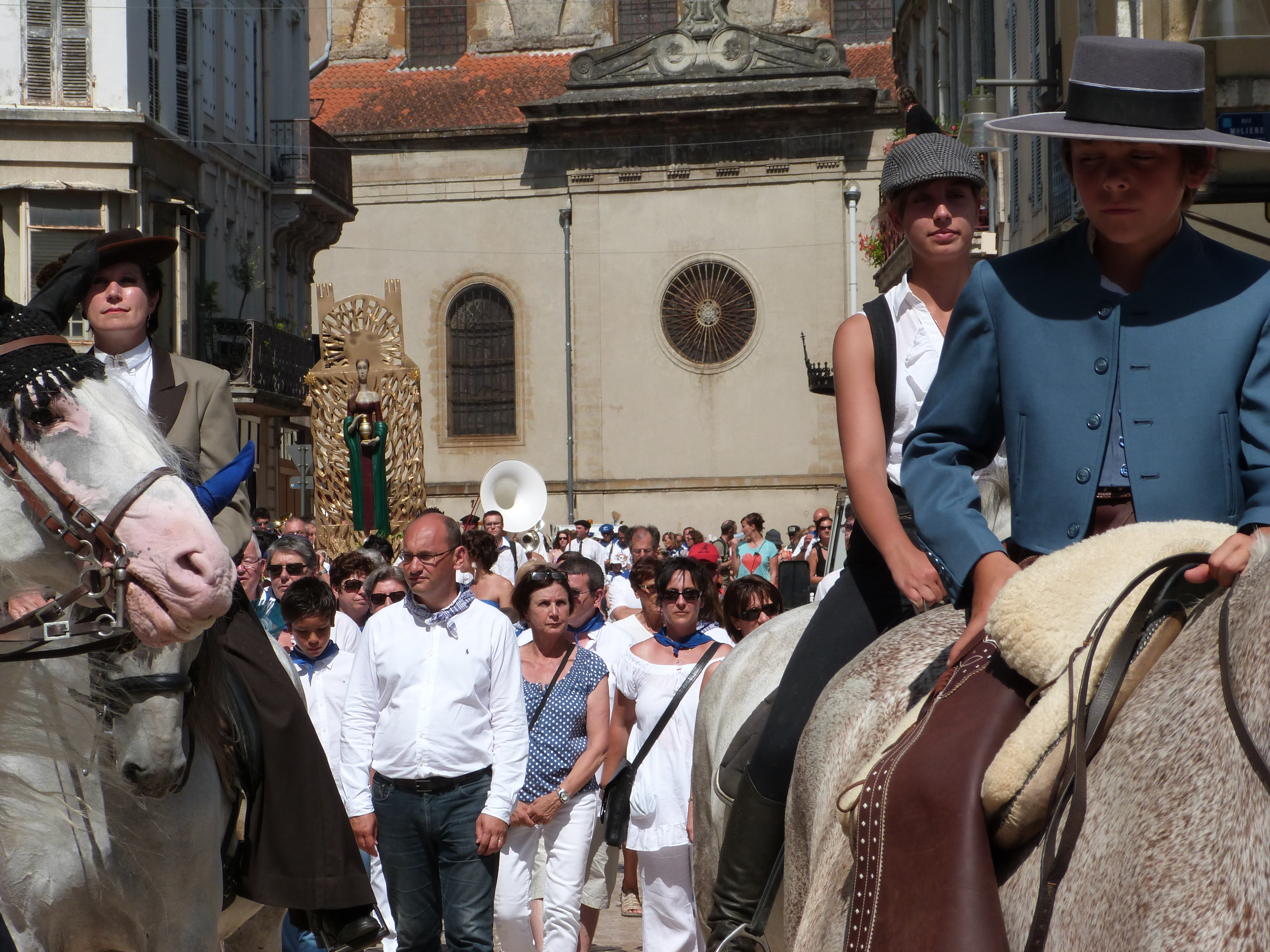
Procession de la Madeleine dans la rue Robert-Wlérick
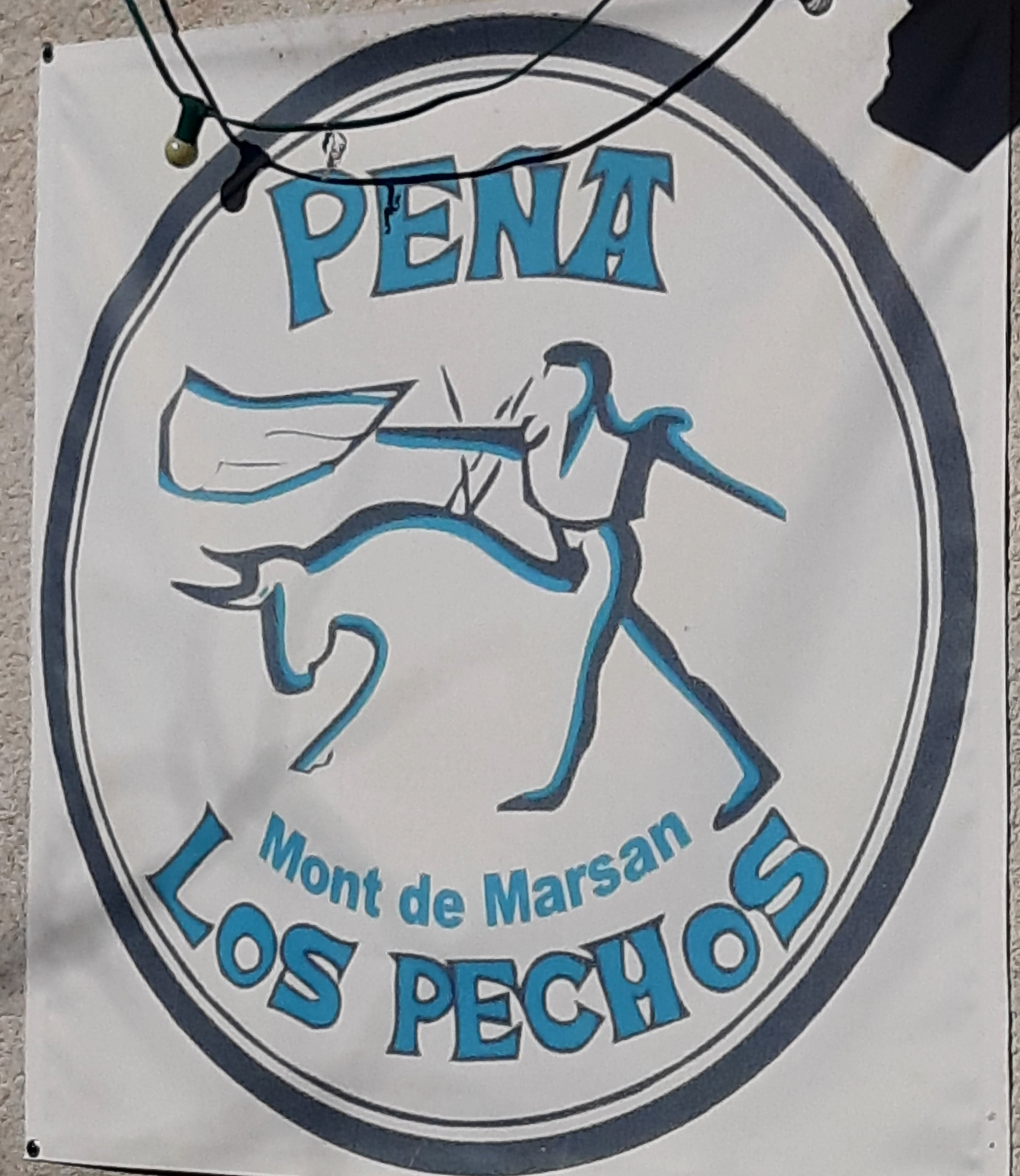
Peña taurine Los Pechos de Mont-de-Marsan.

### Historique
Dès la fondation de Mont-de-Marsan au XIIe siècle, Marie Madeleine est choisie comme patronne de la ville. La cité gasconne est en effet située sur la via Lemovicensis, route de Saint-Jacques qui part de la basilique Sainte-Marie-Madeleine de Vézelay où sont conservées les reliques de la sainte depuis le XIe siècle.
C'est le 15 septembre 1594 que le roi Henri IV confirme la date du 22 juillet pour fêter sainte Madeleine dans son royaume.
Les fêtes, d'origine religieuse et célébrées en juillet en l'honneur de la sainte, intègrent des spectacles taurins à partir du XVIIe siècle. Jusqu'au début du XIXe siècle, une institution locale, celle des tenanciers, est chargée de l'organisation des fêtes, de la police et de la bonne gestion des frais. Chaque année, deux nouveaux tenanciers sont ainsi élus, l'un dans la ville, l'autre dans les faubourgs. Ceux que le vote populaire désigne considèrent cela comme un honneur.
Le programme des réjouissances  s'étoffe au fil des décennies. Ainsi, en 1889 (année de l'inauguration des arènes du Plumaçon par le sous secrétaire d'État Eugène Étienne, le dimanche 21 juillet), sont programmés un passe-rue le samedi 20 au soir, des jeux nautiques le dimanche 21 au matin, une course hispano-landaise les dimanche 21 et lundi 22, une course hispano-landaise et provençale le mardi 23, des courses de chevaux le lundi 22, une représentation de gala du cirque Eden Neva aux arènes en nocturne pour clore les fêtes, un feu d'artifice le mardi 23 au soir.
Le 22 juillet 1850, l'hippodrome des Grands Pins est inauguré pendant les fêtes. En 1913, l'arrivée de l'électricité à Mont-de-Marsan est célébrée à l'occasion des fêtes de la Madeleine.
Les fêtes sont annulées le temps des deux guerres mondiales. C'est en 1948 que la première cavalcade est organisée et les bandas font leur apparition dans les rues en 1956. Les premières bodegas datent de 1983.
Au début des années 2000, Mont-de-Marsan opte pour une tenue en bleu et blanc, rappelant les couleurs de son blason et la démarquant ainsi des autres cités gasconnes et basques, qui préfèrent le rouge et blanc, copiés des fêtes de San Fermín à Pampelune.
En 2007, Mont-de-Marsan organise son premier « encierro », consistant à conduire la traversée de vaches landaises de la Midouze.
En 2008, la ville décide l'arrêt des fêtes à 4 heures du matin, à l'exemple de Dax et Bayonne.
En 2009, la ville décide la réduction des fêtes à 5 jours, à l'exemple de Bayonne (Dax en fera de même à partir de l'été 2013). De plus, les activités de journée seront développées. La régie des fêtes choisit l’équipe formée par Marie Sara et Simon Casas comme prestataire de service pour l’organisation les corridas.
En 2010, le préfet des Landes décide l'arrêt des fêtes à 3 heures du matin et de mettre en place plusieurs espaces repos.
La ville demande et obtient une dérogation jusqu'à 4 heures du matin pour 4 soirs sur 5.
En 2020, les fêtes sont annulées dans leur intégralité en raison de la pandémie de Covid-19. En 2021, les animations  de rue sont annulées, les événements tauromachiques sont maintenus avec quatre corridas et une novillada non piquée, présentées aux arènes du Plumaçon.

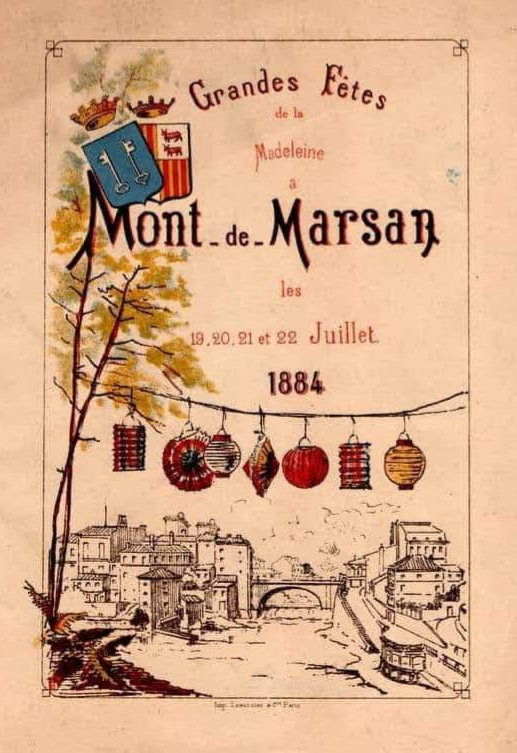
Affiche des fêtes de la Madeleine de 1884, ornée du blason de Mont-de-Marsan et des armes des comtes de Foix et vicomtes de Béarn.
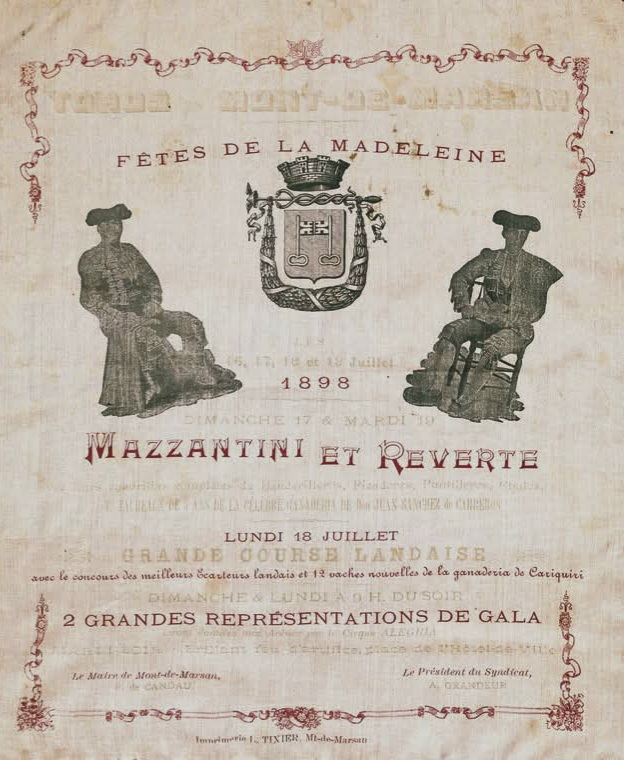
Cartel de 1898 avec les matadors espagnols Mazzantini et Reverte.

## Tauromachie
Les spectacles taurins à Mont-de-Marsan sont attestés depuis 1636 dans une lettre du syndic de la ville ou gouverneur de Guyenne. Au cours des premières décennies, ils prennent la forme de courses de rue, à l'occasion desquelles bœufs sauvages et vaches rustiques sont lâchés sur la voie publique. Elles finissent par être interdites à la suite d'accidents. Mais par crainte que l'interdiction soit outrepassée, une ordonnance royale de 1757 dispose que "les villes de Mont de Marsan, Dax, Tartas et Saint-Sever auront à construire chacune un cirque entouré de barrières élevées et solides, environné de gradins pour les spectateurs".
Les courses se tiennent consécutivement sur la place Saint-Roch dont les issues sont barrées sommairement le temps du spectacle, selon les dispositions de l'ordonnance, formant ainsi les premières « arènes » de la ville. L'organisation des courses est confiée, selon les années, soit à un entrepreneur privé, soit à une commission mixte (jeunesse et municipalité), soit à un syndicat des fêtes.

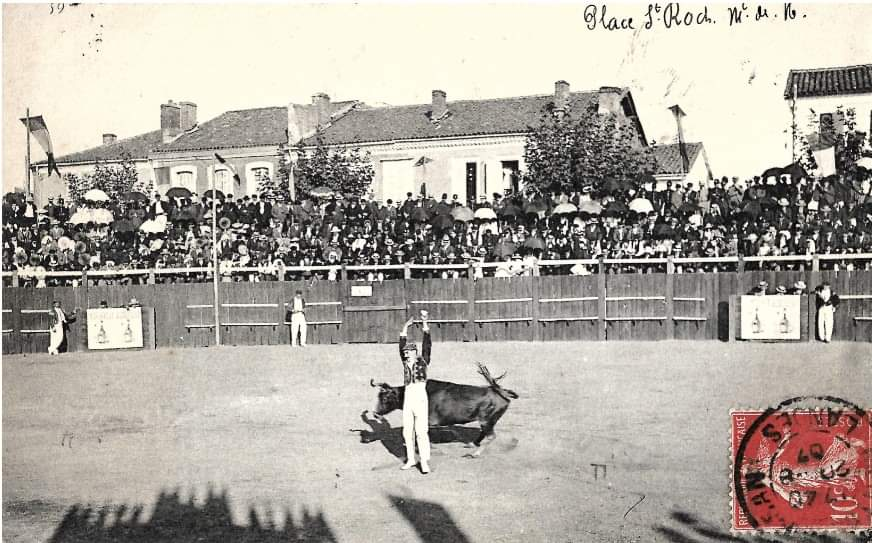
Écarteur sur la place Saint-Roch.

Vers la fin du XVIIIe siècle, la municipalité renforce la sécurité du site en installant un amphithéâtre en bois sur le côté Est de la place. En 1852, elle finance, grâce à une souscription lancée auprès des habitants, de nouvelles arènes en bois démontables capables d'accueillir des spectacles taurins de premier ordre et un public de 2000 spectateurs. En 1862 a lieu la première course hispano-landaise avec mise à mort d'un taureau de combat. Cette époque marque la fusion entre les traditions de la course landaise et les règles de la corrida, venues  d'Espagne et importées en France dix ans plus tôt. L'usage se perpétue jusqu'à ce que ces arènes en bois brûlent le 19 juillet 1878. La ville décide de les remplacer par une construction en dur sur le site de la métairie du Plumaçon, dont le nom va se perpétuer. Les premières courses de taureaux y sont données en 1889, année de leur construction et inauguration.
Seules deux corridas sont présentées annuellement de 1892 à 1901. De 1902 à 1908, on passe à une seule puis à une et une course hispano-landaise.

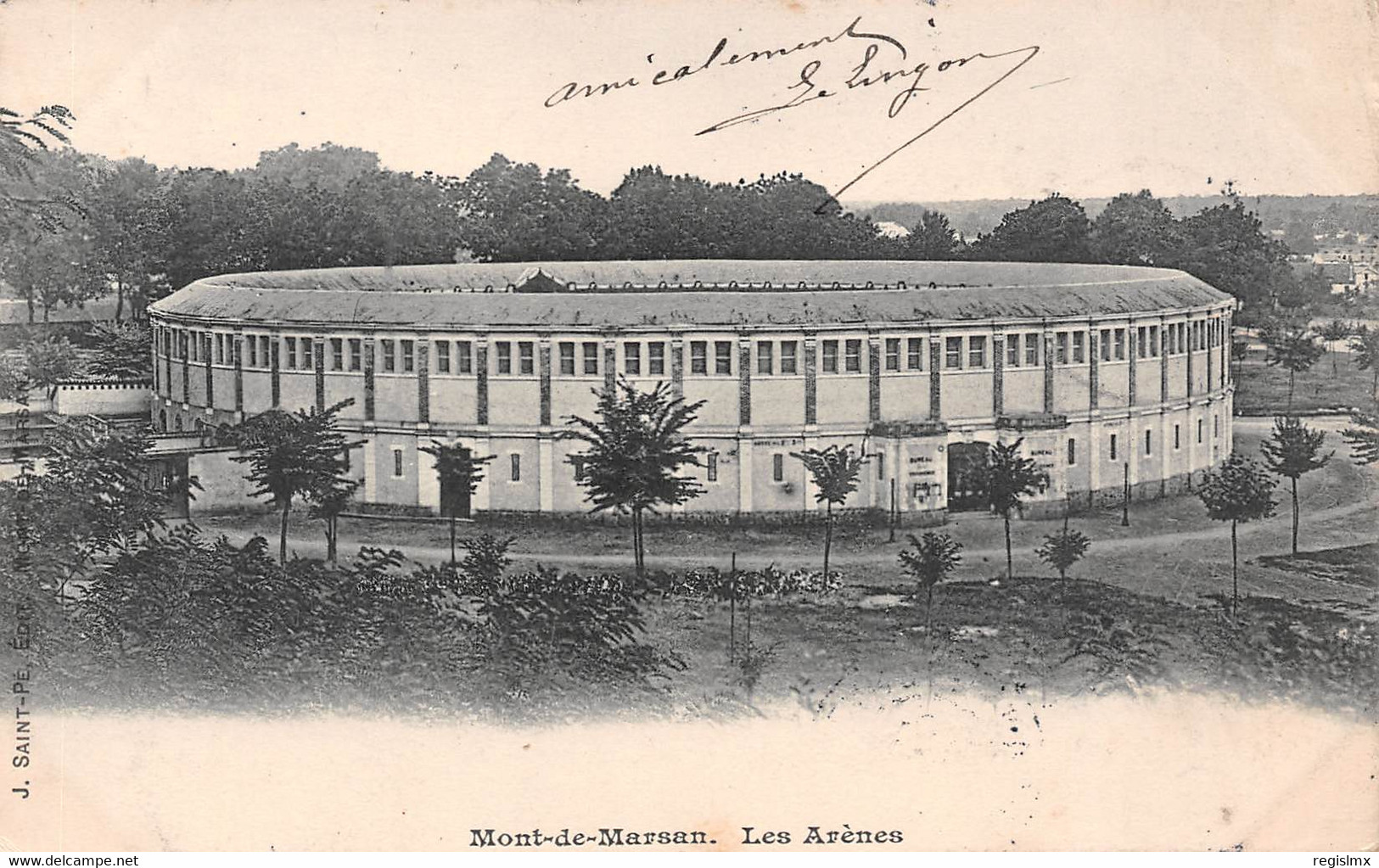
Arènes du Plumaçon, avant leur agrandissement en 1933.
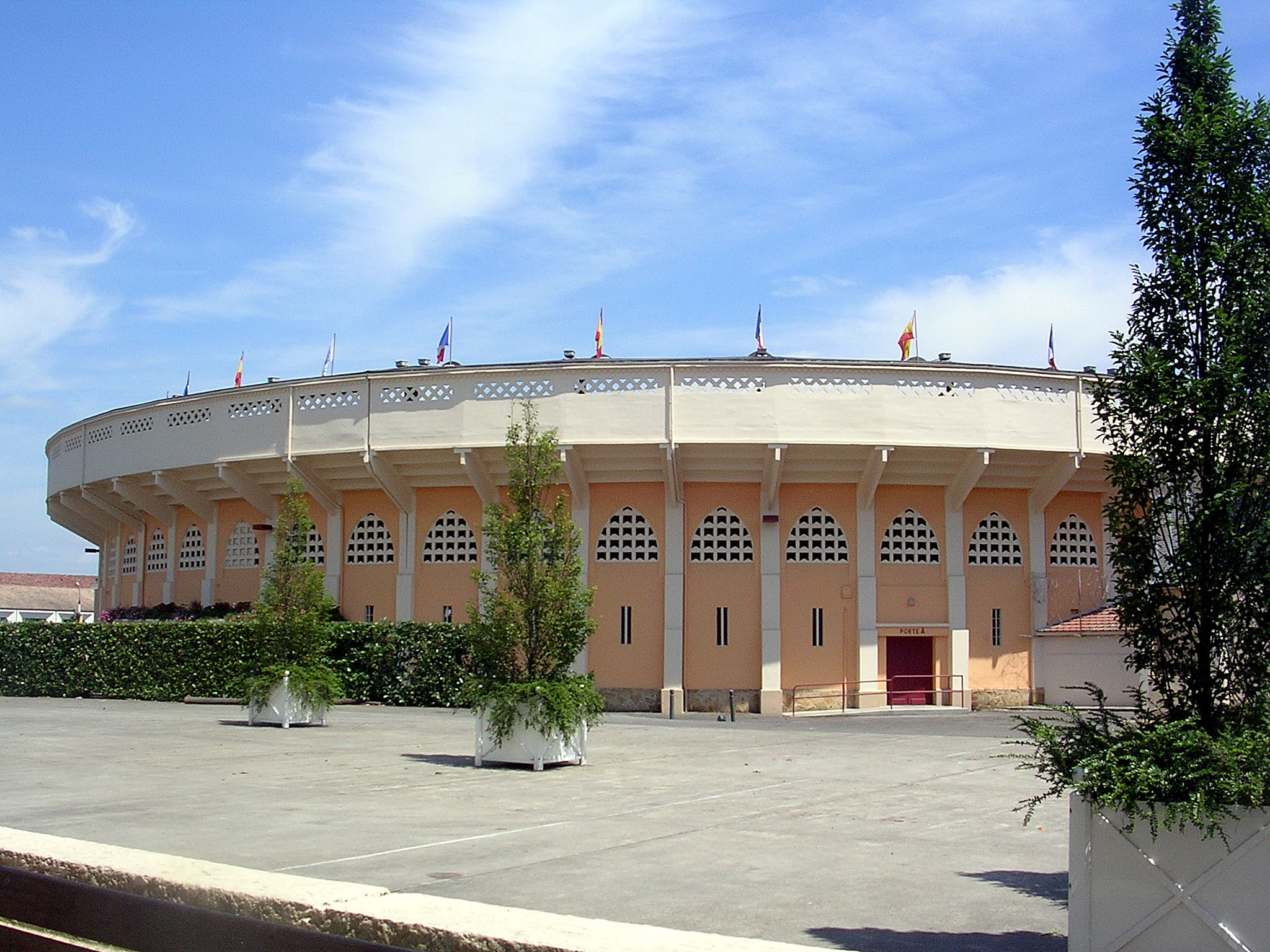
Arènes du Plumaçon de nos jours.

Le nombre de spectacles taurins (courses hispano-landaises, corridas, novilladas) varie de 1909 à 1950. À partir de 1951, le nombre de corridas passe à deux, puis trois en 1959, quatre à partir de 1982, cinq en 1987 et même six en 1989 pour les cent ans des arènes.
De nos jours, les arènes du Plumaçon attirent chaque année les aficionados pour cinq corridas, deux novilladas (piquées et non piquées), faisant d'elles un rendez-vous incontournable de la tauromachie et offre par ailleurs la traditionnelle course landaise sous forme de concours landais et une corrida portugaise à cheval. Enfin, ces dernières années, une formule supplémentaire a été mise en place : la course des avenirs taurins, un spectacle mixte qui donne leur chance à des débutants des deux formes de tauromachie, la landaise et l'espagnole.
Les corridas sont précédées par la remontée de la rue Gambetta, artère principale de la ville, en direction des arènes par l'alguazil à cheval et le train d'arrastre. La ville est membre de l'Union des villes taurines françaises.

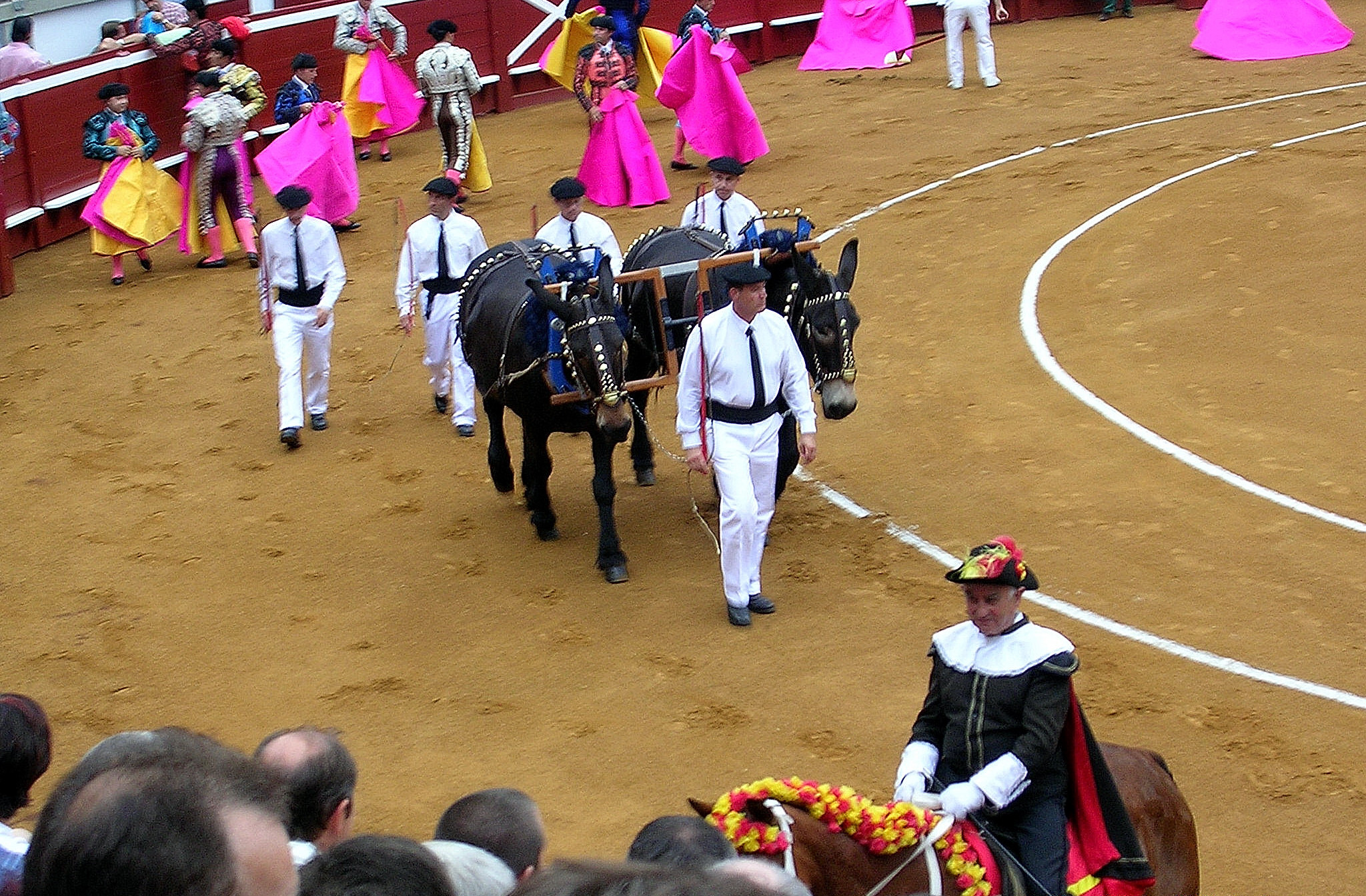
Paseo
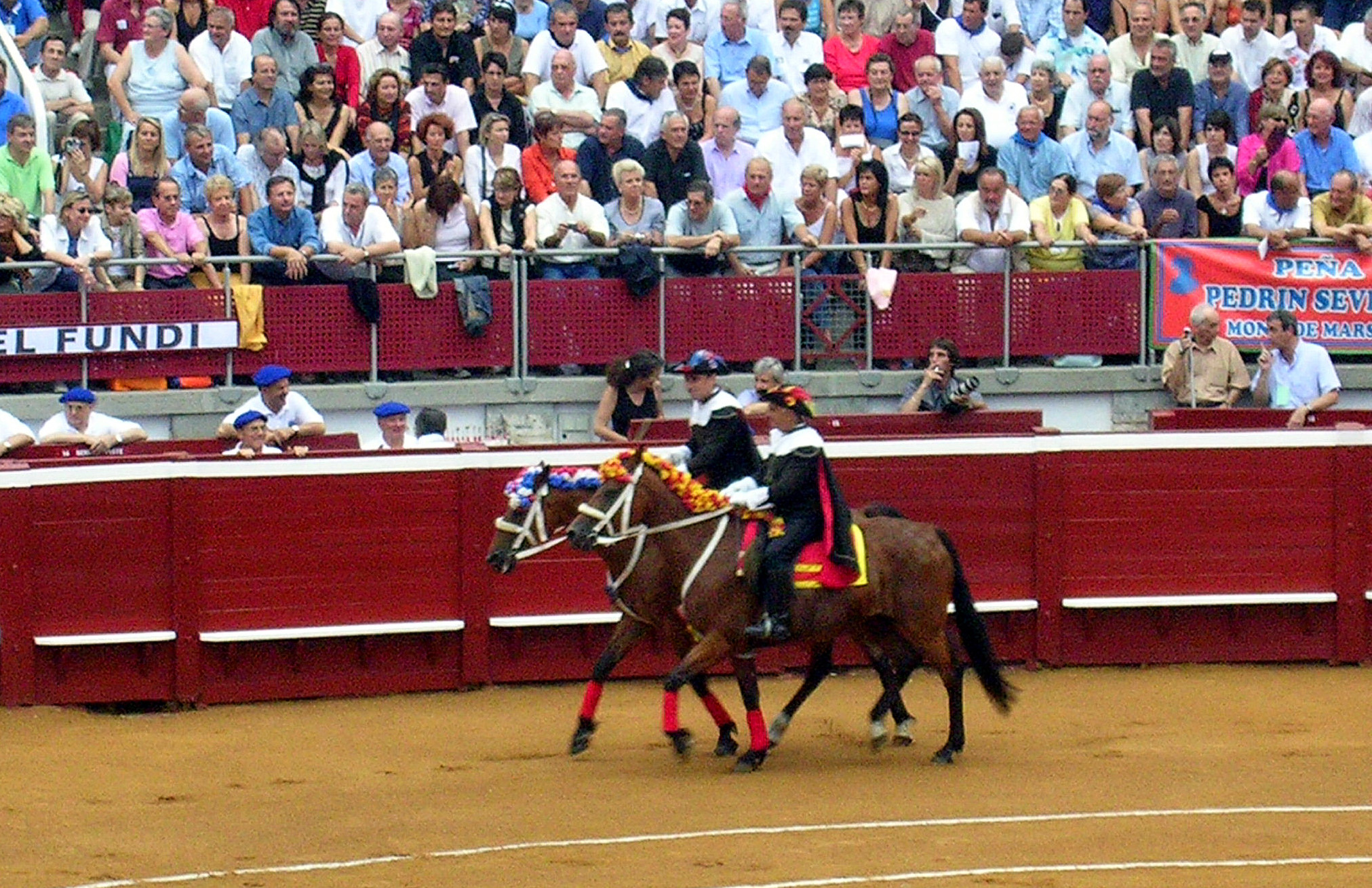
Alguaziles
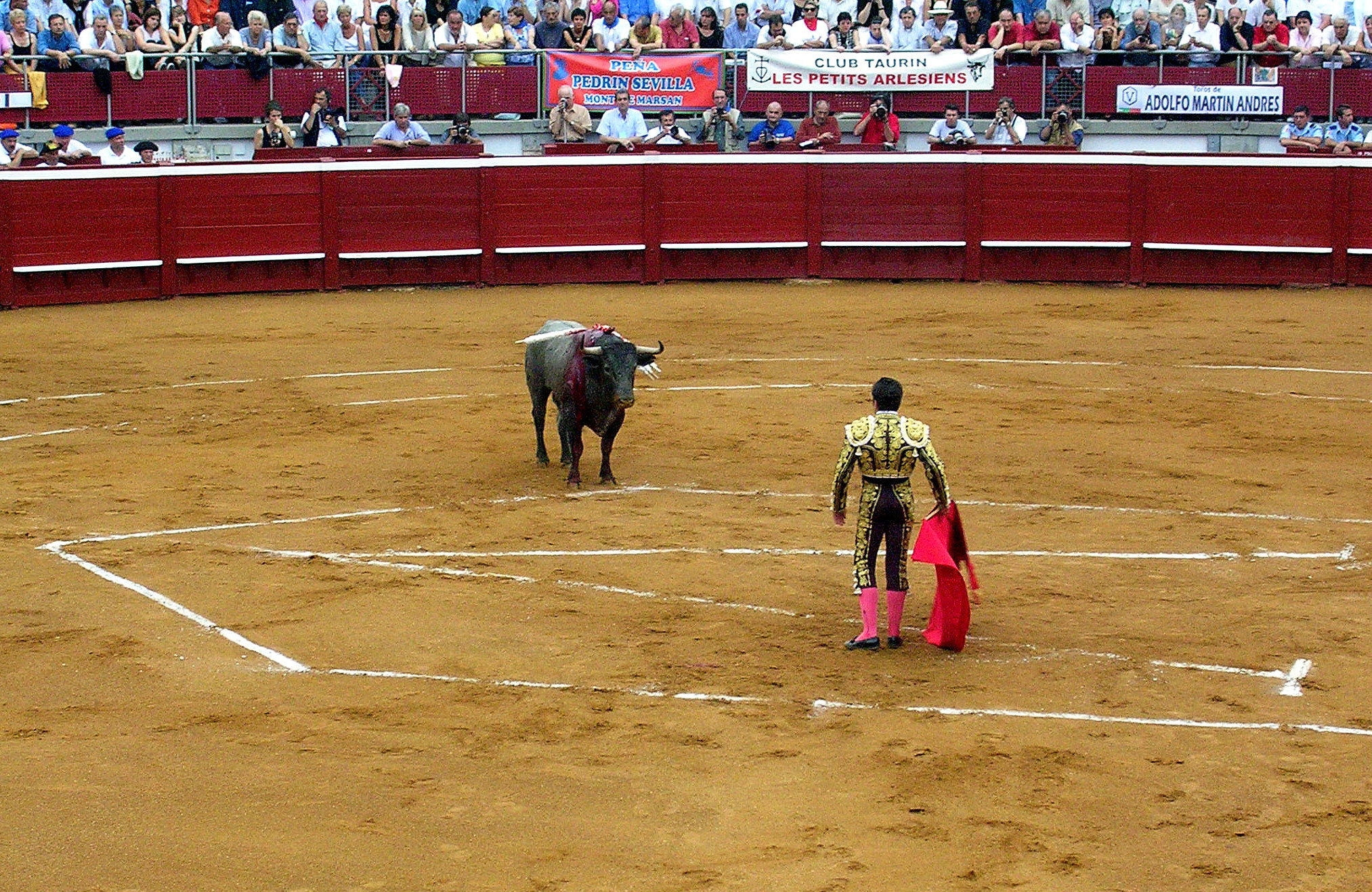
Matador pendant la faena